# Калинчук Тимофій Танасійович
Тимофій Танасійович Калинчук (нар. 20 березня 2001, Чернівецька область, Україна) — український футболіст, центральний захисник «Куликів-Білка».